# 普卡魯米山
12°37′28″S 75°26′02″W / 12.62444°S 75.43389°W
普卡魯米山（Puka Rumi），是秘魯的山峰，位於該國中南部萬卡韋利卡大區，由阿科班比亞區和上瓊戈斯區負責管轄，屬於瓊塔山脈的一部分，海拔高度5,000米。